# Cupa Ligii
La Coppa di Lega rumena (rumeno:  Cupa Ligii) è stata una competizione calcistica riservata alle squadre della massima serie del campionato di calcio rumeno e organizzata dalla Liga Profesionistă de Fotbal.
Il torneo si è svolto nel 1998 e nel 2000, per poi essere riproposto nel 2015 per tre anni.
Il 17 febbraio 2012, nel corso di una riunione, si è deciso che il torneo si sarebbe disputato di nuovo a partire dalla stagione 2012-2013 con il vincitore che avrebbe conquistato uno dei posti disponibili in Europa League.
Il rilancio della manifestazione fu successivamente rinviato alla stagione 2014-2015. Nella riunione di Lega l'8 aprile 2014 fu stabilita la nuova formula della manifestazione. Sarà ad eliminazione diretta con gara di sola andata ad eccezione delle semifinali e le partite saranno giocate durante le pause del campionato per gli incontri della nazionale e il vincitore avrà un premio di 250.000 euro e il posto in UEFA Europa League
Visto lo scarso successo, il torneo si è fermato nel 2017.

## Finali
| Data                  | Campione        | Risultato       | Finalista                 | Stadio                      |
| --------------------- | --------------- | --------------- | ------------------------- | --------------------------- |
| 28/05/1998            | Bacău           | 3 - 2 (dts)     | U Cluj                    | Stadio Rocar (Bucarest)     |
| 01/06/2000            | Gloria Bistrița | 2 - 2 (3-1 dcr) | Bacău                     | Stadio Cotroceni (Bucarest) |
| 20/05/2015 (dettagli) | Steaua Bucarest | 3 - 0           | Pandurii                  | Arena Națională (Bucarest)  |
| 17/07/2016 (dettagli) | Steaua Bucarest | 2 - 1 (dts)     | Concordia Chiajna         | Arena Națională (Bucarest)  |
| 20/05/2017 (dettagli) | Dinamo Bucarest | 2 - 0           | SSU Politehnica Timișoara | Arena Națională (Bucarest)  |